# Amt Parchimer Umland
Het Amt Parchimer Umland is een samenwerkingsverband van 12 gemeenten en ligt in de Landkreis Mecklenburgische Seenplatte van de Duitse deelstaat Mecklenburg-Voor-Pommeren. De bestuurszetel bevindt zich in de niet tot het Amt behorende Kreisstad Parchim.
Op 1 juli 2004 werd het Amt Parchimer Umland uit de opgeheven ambten Parchim-Land en Eldetal gevormd. Op 1 januari 2012 werd Groß Niendorf in Zölkow opgenomen. Daarnaast fuseerden de gemeenten Grebbin en Herzberg, die voorheen tot het Amt Eldenburg Lübz behoorde, tot de gemeente Obere Warnow.

## De gemeenten met haar Ortsteilen
- Domsühl met Alt Damerow, Bergrade Dorf, Bergrade Hof, Schlieven, Severin en Zieslübbe
- Groß Godems
- Karrenzin met Herzfeld, Neu Herzfeld, Repzin en Wulfsahl
- Lewitzrand met Garwitz, Göthen, Klinken, Matzlow, Raduhn en Rusch
- Obere Warnow met Grebbin, Herzberg, Kossebade, Lenschow, Woeten en Wozinkel
- Rom met Darze, Klein Niendorf, Lancken, Paarsch en Stralendorf
- Spornitz met Dütschow, Primank en Steinbeck
- Stolpe met Barkow en Granzin
- Ziegendorf met Drefahl, Meierstorf, Pampin, Platschow en Stresendorf
- Zölkow met Groß Niendorf, Hof Grabow, Hohenpritzer Siedlung, Kladrum en Ruester Siedlung